# Gare de Luc-en-Diois
Gare de Luc-en-Diois vasútállomás Franciaországban, Luc-en-Diois településen.

## Vasútvonalak
Az állomást az alábbi vasútvonalak érintik:
- Livron–Aspres-sur-Buëch-vasútvonal

## Kapcsolódó állomások
A vasútállomáshoz az alábbi állomások vannak a legközelebb:
- Gare de Die
- Gare de Veynes-Dévoluy